# آنگرن (آلمان)
آنگرن (به آلمانی: Angern) یک شهر در آلمان است که در Börde واقع شده‌است. آنگرن ۲٬۱۷۲ نفر جمعیت دارد.